# Rallus
Rallus är ett fågelsläkte i familjen rallar inom ordningen tran- och rallfåglar med vid utbredning i Nord– och Sydamerika, Europa, norra Asien och Afrika. Släktet består av 14 nu levande arter:
- Californiarall (R. obsoletus)
- Aztekrall (R. tenuirostris)
- Mangroverall (R. longirostris)
- Kungsrall (R. elegans)
- Kustrall (R. crepitans)
- Venezuelarall (R. wetmorei)
- Virginiarall (R. limicola)
- Ecuadorrall (R. aequatorialis)
- Bogotárall (R. semiplumbeus)
- Sydrall (R. antarcticus)
- Vattenrall (R. aquaticus)
- Sibirisk rall (R. indicus)
- Afrikansk rall (R. caerulescens)
- Madagaskarrall (R. madagascariensis)

Utöver dessa har ytterligare sju arter som dog ut under holocen beskrivits:
- Ibizarall (R. eivissiensis)
- Abacorall (R. cyanocavi)
- Madeirarall (R. lowei)
- Portosantorall (R. adolfcaesaris)
- Picorall (R. montivagorum)
- Sãomiguelrall (R. carvaoensis)
- Sãojorgerall (R. nanus)